# NRP Almirante Gago Coutinho (F473)
La NRP Almirante Gago Coutinho, con número de gallardete F-473, fue una fragata perteneciente a la Armada portuguesa de la clase Almirante Pereira da Silva.

## Historia
Fue construido en los Astilleros Navales de Lisnave y fue botado el 13 de agosto de 1965. Se incorporó a la flota de buques de la Armada el 29 de noviembre de 1967 y fue dado de baja de la misma escuadra el 20 de marzo de 1992.
El 25 de abril de 1974, el NRP Almirante Gago Coutinho, al mando del capitán de fragata António Seixas Louçã, se vio involucrado en un polémico episodio de la Revolución de los Claveles.